# Síťování
Síťování je technika ručního zhotovení  sítěných útvarů s pomocí jednoduchých nástrojů.
Síťování je překlad z (původního) anglického netting. V hovorové češtině se pro ně často používalo označení necování (odvozené z německého Netz). V němčině je pro síťování běžné označení Filetknüpfen  nebo (švýcarské) Filoschieren.

## Síťovací technika

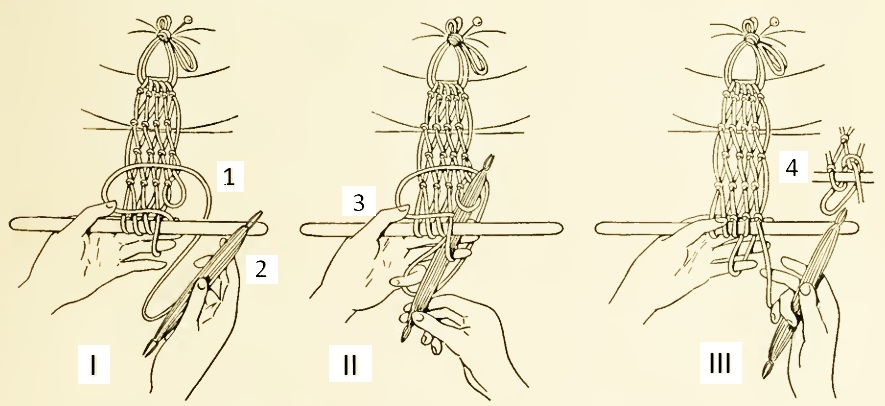

Na nákresu vpravo jsou schematicky znázorněny pohyby při tvorbě základního uzlu ve třech fázích (I-III):
Celá síť sestává z jedné niti (1) odvíjené při práci z jehly (2). Nit obepíná rozpěrku (3), na které se řadí nitěná oka zleva doprava. Po průtahu jehly okem vzniká  uzel (4). 
Jemnost sítě je závislá zejména na tloušťce jehly a rozpěrky.

### Tvar základní síťoviny
Obvykle se rozeznává
- šikmá síťovina (např. kruhová nebo rozšiřovaná)
- rovná  síťovina (ve tvaru čtverce nebo obdélníku) se k dalšímu zpracování zpravidla napíná do rámu [6]

Pro všechny tvary se používá v principu stejná síťovací technika. Síťoviny se původně vyráběly ze lněné příze, asi od 19. století většinou ze skané bavlněné příze a ve 20. století také z  "umělého hedvábí".

### Vzorování
Vzory na síťovinách se zhotovují dvěma způsoby:
- Změnou velikosti ok, jejich křížením nebo změnami druhů nitě na diagonální síti
- Vyšíváním na síťovině s použitím různými druhů stehů.[2]

Známé jsou zejména plátenkové, látací, smyčkovací, point de reprise point de feston point d ´esprit aj

## Historie síťování
Za nejstarší doklad o síťování se pokládá archeologický nález sítě v jedné korejské jeskyni starý asi 19 000 let. Do Evropy se dostalo  síťování pravděpodobně přes Egypt. Na území Česka patřilo od 15. století k cechovním řemeslům. V 18. a 19. století vznikla střediska síťařské výroby na Valašsku a na jihovýchodní Moravě. Vedle rybářských  sítí, deček a různých oděvních doplnků se začaly pokusně vyrábět hedvábné síťky na vlasy.
K největšímu rozkvětu tohoto řemesla došlo na přelomu 19. a 20. století a to zejména na  Českomoravské vrchovině. Vlasové síťky jako hlavní druh síťovin se na začátku 20. století vyráběly jen po domácku. Např. na Žďársku se zabývalo síťováním asi 900 lidí ve 20 obcích. Výrobní zakázky dostávali od velkoobchodu, nejčastěji přes faktory, kteří jim dodávali patřičné množství příze a odebírali od nich hotové výrobky. Jednu síťku uměl zkušený pracovník zhotovit asi za hodinu, za kterou dostal od faktora (v přepočtu cca) 5 až 10 haléřů. Mzdy se podílely (v roce 1921) na celkových nákladech asi 70 %.
V roce 1923 skončila v Česku výroba vlasových sítí (změna módy, tlak konkurence). Ve výrobním programu však byly brzy nahrazeny síťovými nákupními taškami (zpočátku světové unikum, nepatentovaný vynález podnikatele Krčila). Tašky se vyráběly až do 70. let.
V roce 1945 mělo být v Čechách a na Moravě registrováo 50 000 řemeslných výrobců síťovin. V letech 1956 až 1975 se v Bystřici nad Pernštejnem úspěšně provozovala (jako jediná v Evropě) výroba ručně síťováných a vyšívaných záclon. Výrobní družstvo zde zaměstnávalo až 300 pracovnic.
V 21. století je ruční síťování známé jen z internetových návodů pro amatéry jak v Česku, tak i ve světě.

## Galerie síťování

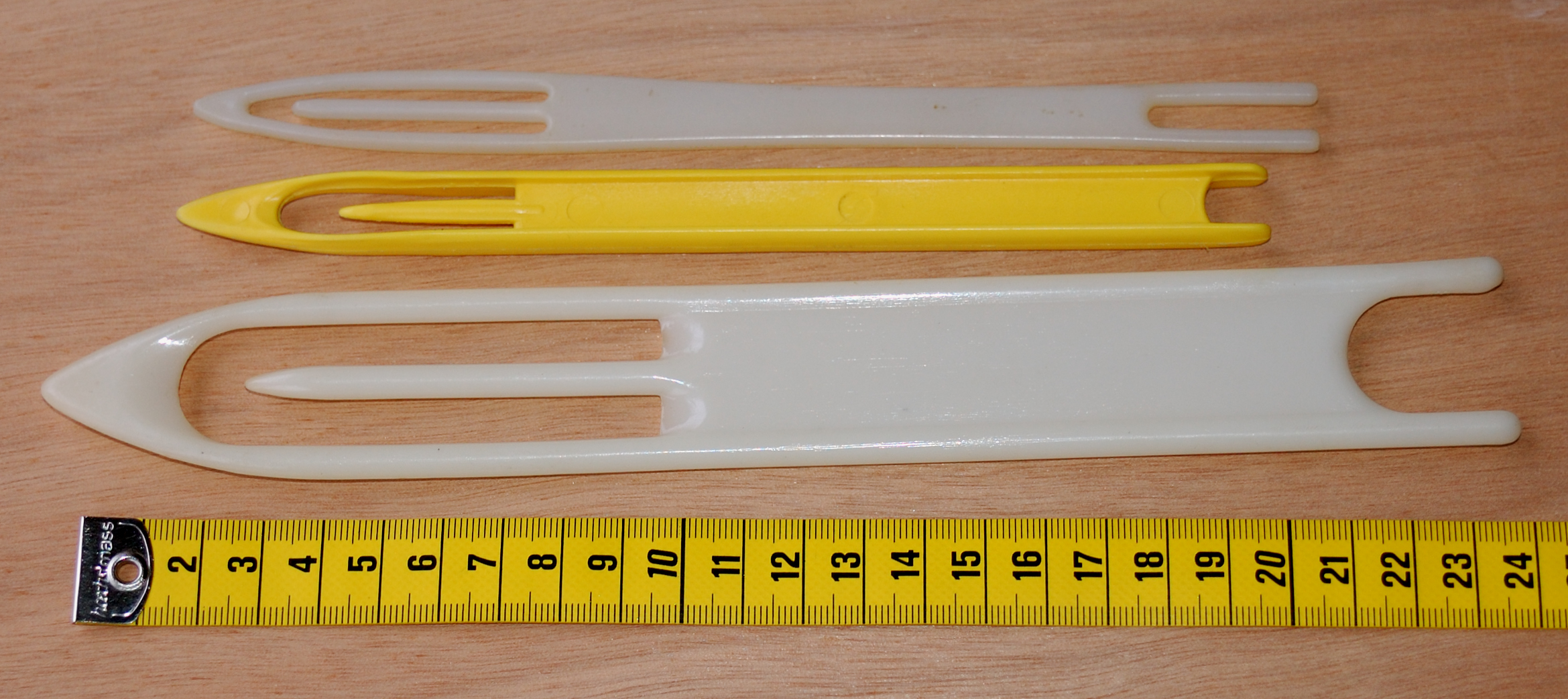
Síťovací jehly
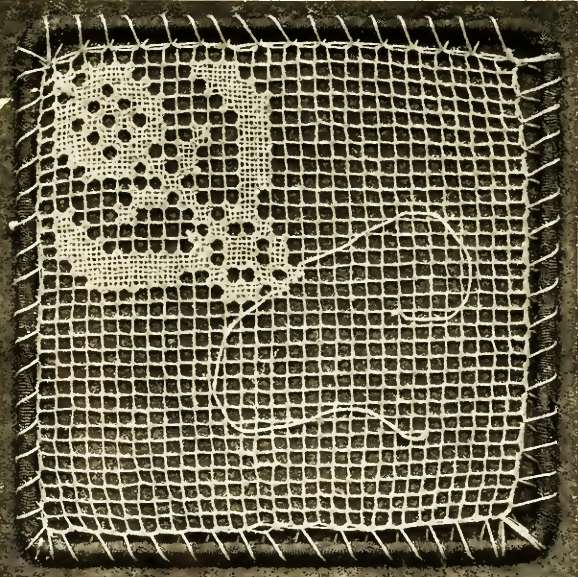
Síťovina napnutá v rámu
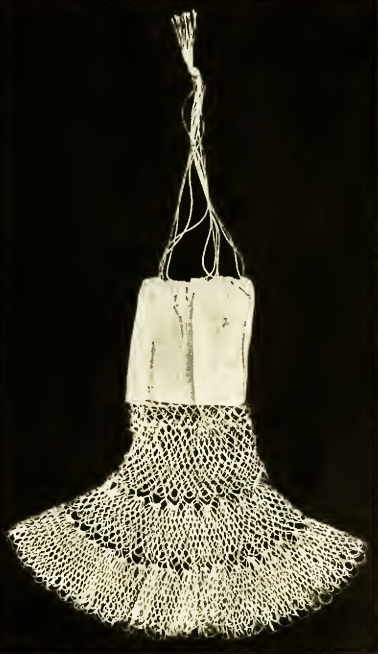
Kruhová základní síťovina
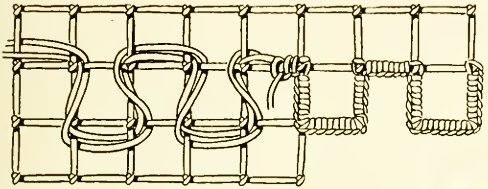
Schéma výšivky point de feston na síťovině
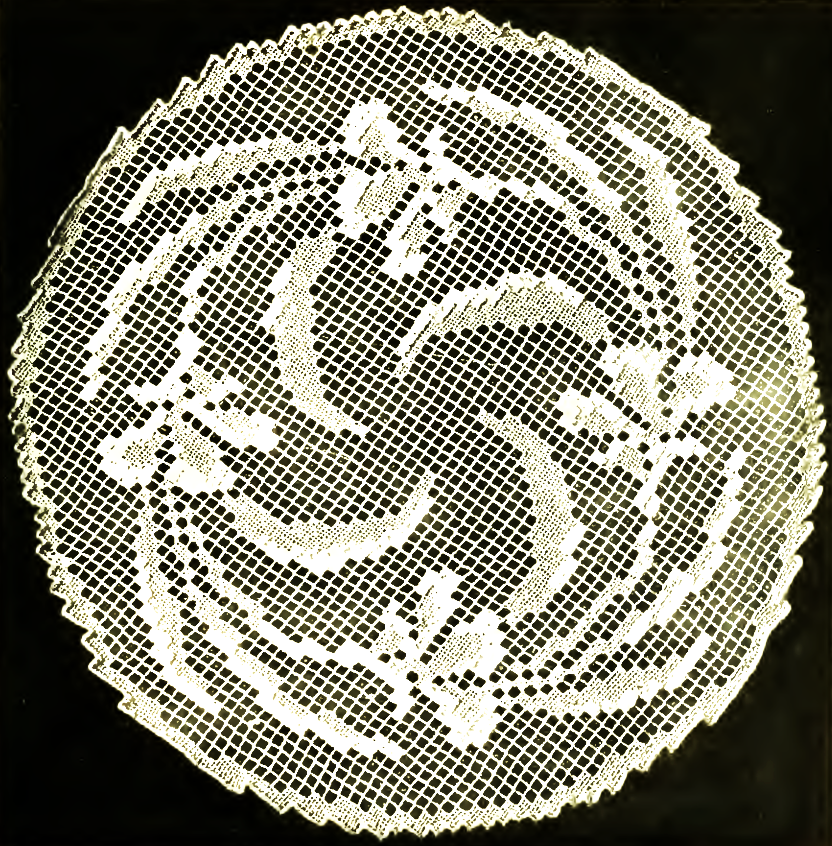
Výšivka s plátenkem a point de reprise na sítěném ubrousku
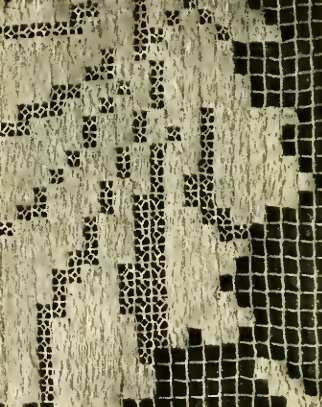
Detail síťoviny vzorované stehy  point de esprit a  point de reprise